# Gyula Széchényi

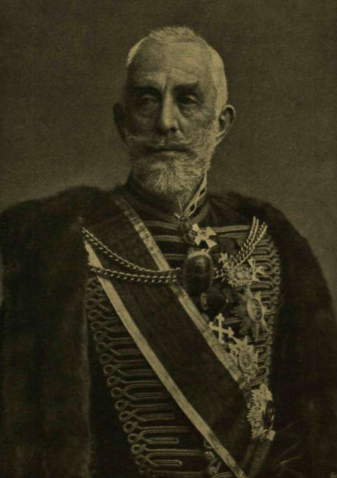
Gyula Széchényi

Graaf Gyula Széchényi de Sárvár-Felsővidék (Wenen, 11 november 1829 – Boedapest, 13 januari 1921) was een Hongaars politicus, die van 1900 tot 1903 de functie van Minister naast de Koning uitoefende. Hij was een telg uit het adelsgeslacht Széchényi en was 70 jaar oud toen hij door Kálmán Széll werd aangesteld.